# 藤井寺市立道明寺小学校
藤井寺市立道明寺小学校（ふじいでらしりつ どうみょうじしょうがっこう）は、大阪府藤井寺市沢田にある公立小学校。

## 沿革
- 1873年（明治6年）4月2日 - 二十四番小学校として沢田村極楽寺に開校する。
- 1874年（明治7年）9月 - 大井寺に二十四番志校を設立する。
- 1875年（明治8年）5月 - 沢田小学校大井志校と改称。
- 1880年（明治13年）1月 - 堺県管下志紀郡沢田小学校と改称。
- 1896年（明治29年）4月1日 - 大阪府南河内郡沢田小学校と改称。
- 1941年（昭和16年）4月1日 - 道明寺国民学校と改称。
- 1947年（昭和22年）4月1日 - 道明寺村立小学校と改称。
- 1951年（昭和26年）1月1日 - 道明寺町立小学校と改称。
- 1959年（昭和34年）4月20日 - 藤井寺道明寺町立道明寺小学校と改称。
- 1960年（昭和35年）1月1日 - 美陵町立道明寺小学校と改称。
- 1966年（昭和41年）11月1日 - 藤井寺市立道明寺小学校と改称。

## 通学区域
- 沢田2丁目～3丁目、4丁目(1～5)、古室1丁目、古室2丁目(1～2)、林2丁目～6丁目、大井1丁目～5丁目、川北1丁目～3丁目[1]

※卒業後は基本的に藤井寺市立道明寺中学校又は藤井寺市立第三中学校に進学する。